# 遠山顕
遠山 顕（とおやま けん、1947年 - ）は、日本の英語講師。

## 人物
北海道出身。東京外国語大学外国語学部英米語学科卒業。テンプル大学ジャパンキャンパス教育学英語教授法修士課程修了。神田外語学院英語科主任、ラジオ「百万人の英語」「英会話入門」「英語リスニング入門」講師、東洋英和女学院大学助教授、テンプル大学ジャパンキャンパス客員教授（異文化交流コース）などを経て、現在、COMUNICA, Inc.（コミュニカ）代表、東京大学EMP（エグゼクティブ・マネジメント・プログラム）講師、ポッドキャスト・英検と遠山顕のKen's Café講師。1994年4月から2002年3月まで、2004年10月から2021年10月までNHK第2放送で英語講師として出演していた。
「百万人の英語」講師時代より、独自の肩肘を張らない教授法に人気があったが、その遠山をNHKが1994年4月から新規に設置したラジオ講座「英会話入門」で採用したことにより、英語講師としての評価は揺るぎないものになった。
「語学」ではなく「話学」の「樂習」が大切と本人も主張している通り、いわゆる「学校英語」の文語的文法を教えるのではなく、「どう話すか」「いかに話すか」ということに主眼を置いた実践的な指導を行っている。講座の終わりには必ず"Keep listening, keep practicing and keep on smiling!"といい、テキストにも必ず書いてある。
NHKの語学講座の改編により、2002年3月の「英会話入門」終了後ラジオ講座への登場が途切れたが、2004年10月から「英語リスニング入門」の講師として復帰。2005年度前期から2006年度前期にかけて、新設された「英会話入門」「英会話中級」「英会話上級」を順に半年ずつ担当した後、2006年度後期と2007年度通年で「英会話入門」の講師を務め、2008年度から2017年度は番組改編で「ラジオ英会話」を担当することとなった。2018年度から2021年度（10月まで）は自身の名を冠した講座「遠山顕の英会話楽習」を担当。2022年春からは、講座の体裁は維持されたまま、媒体がラジオからNHK出版の音声DL付き季刊ムックに移っている。
学生時代より演劇に興味を持ち、英語劇のサークルに参加していたこともあり、現在も外国人とのコラボレーションなどを通じて、独自の演劇活動を行っている。その他、趣味としてクロスワード、ビリヤード、ヨガなどもあり、彼のこうした多才さ、好奇心の強さは、英語指導の随所に生かされている。「百万人-」時代はテキストに、格言やことわざの原典とそのパロディの「Ken典」を毎号掲載していた。
笑涙琵琶語り部として、「祇園精舎」（『平家物語』より）、「むじな」（小泉八雲作）などの日本の物語を和英両語で弾き語りをしている。
また、俳優として1984年に放送されたNHK大河ドラマ『山河燃ゆ』にも出演した経歴も持つ。
2022年3月22日放送のNHK連続テレビ小説『カムカムエヴリバディ』第99話では、大月ひなた（演 - 川栄李奈）が英語を学ぶために聴くこととなったラジオ英語講座の講師役で声の出演を果たしている。ラジオ講座『英会話入門』（1994年度）は、遠山自身が講師役を務めた番組であり、『カムカムエヴリバディ』において当時のラジオ講座番組を担当した講師の役を本人が担当する初めてのケースとなった。

## 主な著書
- 『よりぬき英会話入門 1〜5』NHK出版
- 『遠山顕の5ワード英会話』NHK出版
- 『遠山顕の英会話の素』NHK出版
- 『遠山顕のもっと英会話の素』NHK出版
- 『遠山顕のさらに英会話の素』NHK出版
- 『遠山顕のおーい英会話の素』NHK出版
- 『遠山顕のひらけ英会話の素』NHK出版
- 『脱・「英語人間」』NHK出版
- 『英会話文法BOOK1・2』NHK出版
- 『NHKラジオ英会話入門英語劇場ごんぎつね』NHK出版
- 『NHKラジオ英会話入門英語劇場わらしべ長者』NHK出版
- 『超速リスニングに挑戦！英語のCM・アナウンス』NHK出版
- 『遠山顕の職場で使えるフレーズ集』NHK出版